# Stadio u Nisy
Lo Stadio u Nisy (in ceco Stadion u Nisy, Stadio sulla Neiße) è uno stadio di calcio situato nella città di Liberec, nella Repubblica Ceca. Ospita le partite casalinghe dello Slovan Liberec.
Costruito nel 1933 e successivamente ristrutturato nel 1995 e nel 2001, prende il nome dal fiume Neiße (in ceco: Nysa Łużycka), nei pressi del quale sorge. La capienza è di 9 900 posti a sedere.